# Torella dei Lombardi
Torella dei Lombardi è un comune italiano di 1 963 abitanti della provincia di Avellino in Campania.

## Geografia fisica

### Sismicità
Il territorio comunale di Torella dei Lombardi è parte del distretto sismico dell'Irpinia. In occasione del terremoto del 1980 vi furono, nel solo comune di Torella, 1787 senzatetto (pari al 59% della popolazione dell'epoca), 24 morti e 12 feriti.
- Classificazione sismica: zona 1 (sismicità alta)[5]

## Storia
La sua origine si fa risalire al periodo in cui l'imperatore Ludovico II risolse la disputa per il Ducato di Benevento 848 d.C., fissando il confine tra il suddetto Ducato e quello di Salerno sul fiume Fredane, attorno al quale nacquero dei forti o rocche, da un lato Sant'Angelo del Pesco (nel territorio di Frigento) e Rocca San Felice, e dall'altro Monticchio dei Lombardi (presso Sant'Angelo dei Lombardi) e Guardia dei Lombardi.
La prima citazione del borgo medioevale risale all'850 come "Turrella" (piccola torre).
Fino al 1862 Torella dei Lombardi si chiamava solo Torella, mentre "dei Lombardi" fu aggiunto solo dopo l'Unità d'Italia, al fine di evitare casi di omonimia e a memoria del fatto che la fondazione del borgo avvenne tra il X e l'XI secolo, sotto il dominio longobardo.

## Monumenti e luoghi d'interesse

### Architetture civili e militari
Il castello, e quindi Torella, appartenne alla famiglia Saraceno fino al 1529, quando passò ad Alfonso della Rosa che nel 1550-60 vendette Torella e Girifalco a Domizio dei Caracciolo, i quali nel 1639, vennero insigniti del titolo di principi di Torella. Nel quadriennio 1743-46 il suo territorio fu soggetto alla giurisdizione del regio consolato di commercio di Ariano, nell'ambito della provincia di Principato Ultra. I principi di Torella mantennero comunque le loro prerogative fino all'Unità d'Italia quando, nel 1889, Umberto I concesse il titolo di marchese di Candriano (dopo principe) a Giuseppe Caracciolo. Alla sua morte il tutto fu ereditato dal nipote Camillo Ruspoli. Quest'ultimo morì nel 1940 e nel 1959 la vedova, Marie Marguerite Blanc, donò la struttura al Comune che ora la usa come sede comunale e museo.

### Simboli
Lo stemma e il gonfalone di Torella dei Lombardi sono stati concessi con decreto del presidente della Repubblica del 7 aprile 2003.
Il gonfalone è costituito da un drappo di giallo. La bandiera, concessa con D.P.R. del 26 giugno 2008 è un drappo di giallo, caricato dallo stemma sopra descritto.

## Società

### Evoluzione demografica
Abitanti censiti

## Cultura
Torella è il luogo di nascita di Roberto Roberti pseudonimo di Vincenzo Leone (1879-1959) padre del regista Sergio Leone. 
Per celebrarne la memoria, dal 2004 è stato creato un festival cinematografico che ha luogo generalmente tra luglio e agosto. 
Nel castello è aperto anche un piccolo museo, dove si conservano sceneggiature originali e costumi di scena dei film più noti.

## Geografia antropica

### Frazioni
- Acquara
- Pianomarotta
- San Vito
- SS. Giovanni e Paolo
- Montanaldo
- Querce di Cola